# Paul Walther
Paul P. Walther (ur. 23 marca 1927 w Covington, zm. 21 grudnia 2014 w Atlancie) – amerykański koszykarz, występujący na pozycjach obrońcy oraz skrzydłowego, uczestnik meczu gwiazd NBA, weteran II wojny światowej.

## Osiągnięcia
NCAA
- Mistrz Konferencji SEC (1945)[1]
- Zaliczony do składów[1]:
  - All-American Second Team (1949 przez Sporting News)
  - All-Southeastern Conference Team (1945, 1948, 1949)
  - Tennessee's All-Century Team (2009)
- Nagrodzony tytułem Legendy Konferencji SEC Uniwersytetu Tennessee (2009)[1]

NBA
- Finalista NBA (1955)[2]
- Uczestnik NBA All-Star Game (1952)[3]